# Герасимов, Марк Нестерович
Марк Нестерович Герасимов вариант  имени Маркел (1873—?) — крестьянин, депутат Государственной думы I созыва от Казанской губернии.

## Биография

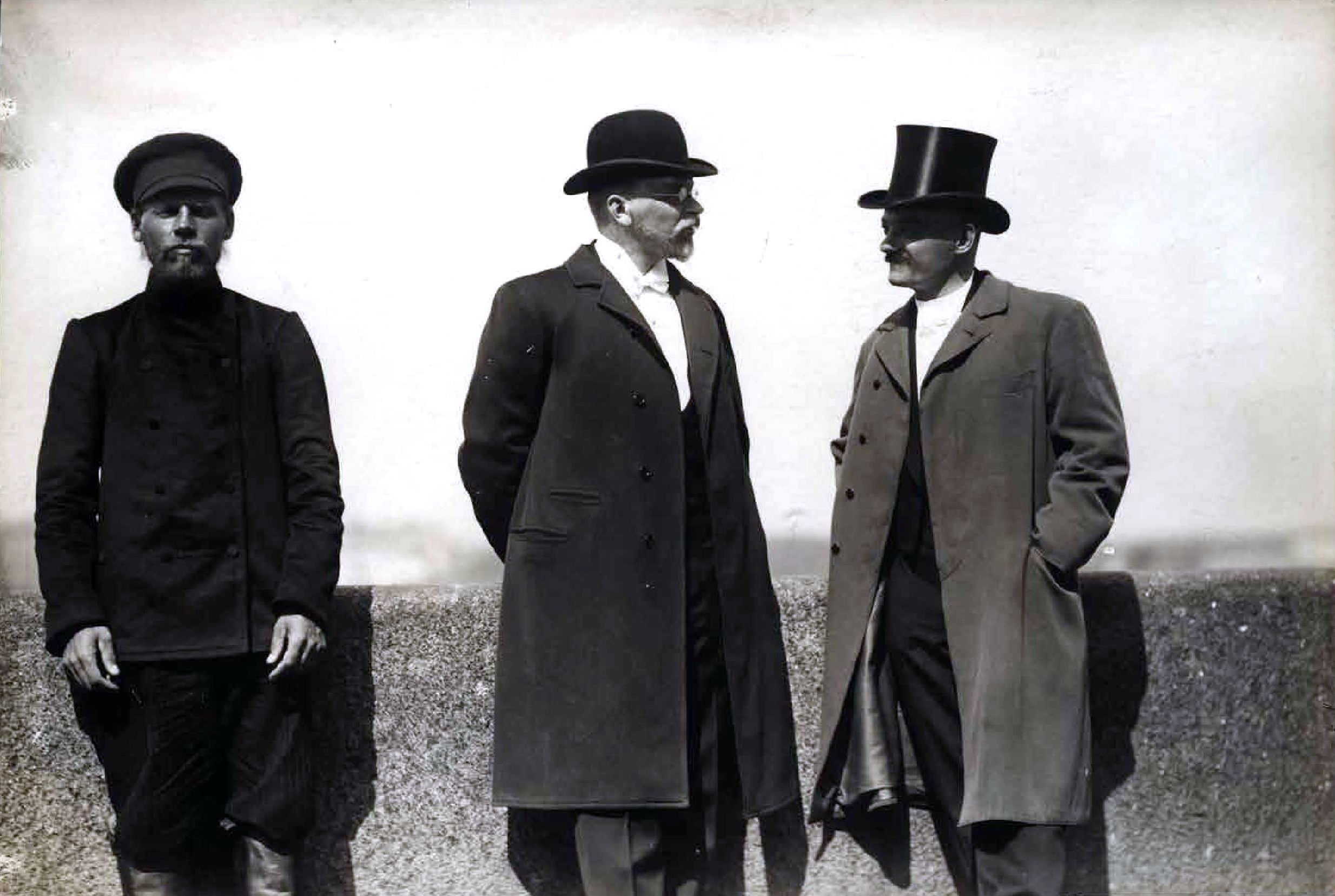
Члены Государственной Думы I созыва: М. Н. Герасимов, В. К. Якимовский и А. В. Африкантов

Крестьянин из деревни Бурнашевая Чистопольского уезда Казанской губернии. Начальное образование получил дома. Служил сельским писарем. Проводил беседы с односельчанами на общественные темы, из-за чего находился «на большом подозрении у полиции». У односельчан пользовался авторитетом.
14 апреля 1906 избран в Государственную думу I созыва от общего состава выборщиков Казанского губернского избирательного собрания. Ряд источников издания 1906 года относят Герасимова к членам конституционно-демократической партии, однако в Думе он был активным членом Трудовой группы. Поставил свою подпись под 26 запросами к правительству от фракции трудовиков. В думских комиссиях не состоял.
Вернулся на родину после роспуска Думы, был под надзором полиции. В результате проведённого обыска у Герасимова изъята стенографические отчёты, книги и брошюры, купленные в магазине, и переписка. Привлечён к уголовной ответственности по статье 132 Уложения о наказаниях, но 8 декабря 1906 суд полностью оправдал Герасимова. Через четыре дня, ночью 12 декабря 1906 у Герасимова опять проведён обыск, были вновь изъяты письма и несколько нелегальных брошюр. Возбуждено новое дело по обвинению бывшего депутата во «вредной в политическом отношении деятельности» (статья 130 Уложения о наказаниях). Герасимов был помещён в Чистопольскую тюрьму, в которой сидел вплоть до 18 февраля 1907 года, то есть до окончания выборов во Вторую Думу. Существенных оснований для привлечения Герасимова к судебной ответственности опять собрать не удалось. Решением министра внутренних дел в феврале 1907 дело в отношении Герасимова прекращено. После чего Герасимов был освобождён из заключения, но по-прежнему был оставлен под негласным надзором полиции и несколько раз подвергался обыскам. Чтобы избежать продолжающихся преследований бывший депутат был вынужден оставить свою деревню и скитаться два месяца без определённого места жительства.
Дальнейшая судьба и дата смерти точно неизвестны.